# Леандро Аугусто
Леандро Аугусто Олдони Стальчески (порт. Leandro Augusto Oldoni Stachelski более известный, как Леандро Аугусто порт. Leandro Augusto; родился 18 августа 1977 года в Каскавеле, Бразилия) — бразильский футболист, полузащитник известный по выступлениям за клубы УНАМ Пумас и сборную Мексики.
После переезда в Мексику Леандро Аугусто принял мексиканское гражданство, также у него есть ещё польские корни.

## Клубная карьера
Леандро Аугусто начал карьеру на родине, без особого успеха выступая за клубы «Крисиума», «Интернасьонал» и «Ботафого».
В 2000 году он перешёл в мексиканский «Леон». В составе «львов» Аугусто проявил себя, как плеймекер и исполнитель штрафных ударов. По окончании сезона Леандро подписал контракт с УНАМ Пумас. С «пумами» он четыре раза выиграл мексиканскую Примеру, а также стал обладателем Кубка чемпионов КОНКАКАФ. За УНАМ Леандро выступал на протяжении десяти лет и принял участие в 347 матчах. Он занимает почётное пятое место в списке рекордсменов по количеству проведённых поединков за клуб.
В 2011 году Аугусто перешёл в «Тихуану». 24 июля в матче против «Монаркас Морелия» он дебютировал за новый клуб. Во втором сезоне Леандро помог команде добиться исторического успеха и впервые в своей истории выиграть первенство Мексики. Летом из-за отсутствия игровой практики он на правах аренды перешёл в «Пуэблу». 28 июля в матче против «Монтеррея» Аугусто дебютировал за новый клуб. Он принял участие всего в семи поединках в основном выходя на замену. В конце года у Леандро закончился контракт с «Тихуаной» и после окончания аренды, он на правах свободного агента вернулся в УНАМ Пумас.

## Международная карьера
20 августа 2008 года в отборочном матче Чемпионата мира 2010 против сборной Гондураса Леандро Аугусто дебютировал за сборную Мексики. 12 марта 2009 года в товарищеской встрече против сборной Боливии он забил свой первый гол за национальную команду. Несмотря на то, что Аугусто принимал активное участие в отборочной кампании Кубка мира, в итоговую заявку он не попал.

### Голы за сборную Мексики
| #   | Дата          | Место                                      | Противник | Счёт | Результат | Соревнование      |
| --- | ------------- | ------------------------------------------ | --------- | ---- | --------- | ----------------- |
| 01. | 12 марта 2009 | Дикс Спортинг Гудс Парк, Коммерс-Сити, США | Боливия   | 2:0  | 5:1       | Товарищеский матч |

## Достижения
УНАМ Пумас
- Чемпионат Мексики по футболу — Апертура 2004
- Чемпионат Мексики по футболу — Клаусура 2004
- Чемпионат Мексики по футболу — Клаусура 2009
- Чемпионат Мексики по футболу — Клаусура 2011
- Обладатель Кубка чемпионов КОНКАКАФ — 2005

 «Тихуана»
- Чемпионат Мексики по футболу — Апертура 2012